# Portada/article juny 24

## Reineta gegant
La reineta gegant (Litoria caerulea) és una espècie de granota arborícola originària d'Austràlia i Nova Guinea, amb poblacions introduïdes a Nova Zelanda i els Estats Units. Pertany al gènere Litoria. Físicament, s'assembla a altres espècies del mateix gènere, especialment Litoria splendida i Litoria infrafrenata.
La reineta gegant és més gran que la majoria de granotes australianes, i assoleix una llargada de deu centímetres. La longevitat mitjana de la granota en captivitat, d'uns setze anys, és llarga en comparació amb la de la majoria de granotes. Les reinetes gegants són dòcils i estan ben adaptades a la vida a prop de llars humanes. A causa de les seves característiques físiques i de comportament, la reineta gegant ha esdevingut una de les granotes de la seva regió que més fàcilment es poden reconèixer, i arreu del món és un animal de companyia exòtic.